# 瘋狂獨角獸
《瘋狂獨角獸》（羅馬化：Songkhram Song Duan）是一部於2025年5月29日在Netflix上線的泰國原创劇集，由納塔拉·諾帕盧塔亞朋、玫緹卡·吉勒諾拉帕與塔內·瓦拉庫努婁主演。劇情取材自泰國閃電達集團（Flash Express）創辦人李發順（Komsan Saelee）的創業發跡史，從市井小人物的視角出發，描繪泰國社會底層年輕人如何在現實壓力中尋找機會，勇敢追夢，逐步邁向成功的歷程。

## 劇情簡介
善迪（Santi）出身山區貧困家庭，能說一口流利的中文，他在中國目睹電商與物流產業的快速發展，決定創立快遞公司，企圖翻轉家庭命運。然而，創業路上充滿背叛與打壓，窮途末路的善迪仍不放棄希望，打造出泰國第一家獨角獸企業。

## 演員陣容
以下部分资料整理自：

### 主要演員
- 納塔拉·諾帕盧塔亞朋（Ice）飾演 善迪（Santi）

出身於泰國山區的青年，創辦快遞公司「雷霆快遞」（Thunder Express），試圖翻轉命運與家庭處境。
- 玫緹卡·吉勒諾拉帕（Jane） 飾演 徐曉雨（Xiao Yu）

華人背景的金融專家，精明幹練，是善迪創業時的重要盟友。
- 帕朗·羅克西爾普 飾演 瑞杰（Rui Jia）

性格孤僻的程式天才，有頂尖的資訊能力，擔任善迪創業團隊的技術長。
- 塔內·瓦拉庫努婁（Ek）飾演 卡寧（Kanin）

冷酷無情的企業家，最初投資善迪創業，而後將善迪踢出團隊，與雷霆快遞競爭。

### 次要演員
- 帕查拉·奇拉堤瓦特（Peach）飾演 凱恩（Ken）
- 徐志賢（Bie）飾演 李安（Liam）

## 獎項
| 年度 | 頒獎典禮                      | 獎項       | 入圍者              | 結果 | 參考  |
| ---- | ----------------------------- | ---------- | ------------------- | ---- | ----- |
| 2025 | 第7屆亞洲內容大獎&全球OTT大獎 | 最佳創意   | 《瘋狂獨角獸》      | 待定 | [ 8 ] |
| 2025 | 第7屆亞洲內容大獎&全球OTT大獎 | 最佳導演   | 納塔蓬·本普拉科     | 待定 | [ 8 ] |
| 2025 | 第7屆亞洲內容大獎&全球OTT大獎 | 最佳男主角 | 納塔拉·諾帕盧塔亞朋 | 待定 | [ 8 ] |

## 外部連結
- 在Netflix上觀看《瘋狂獨角獸》
- MyDramaList上的劇情簡介（英文）